# Sankt-Wolfgangs-Eiche

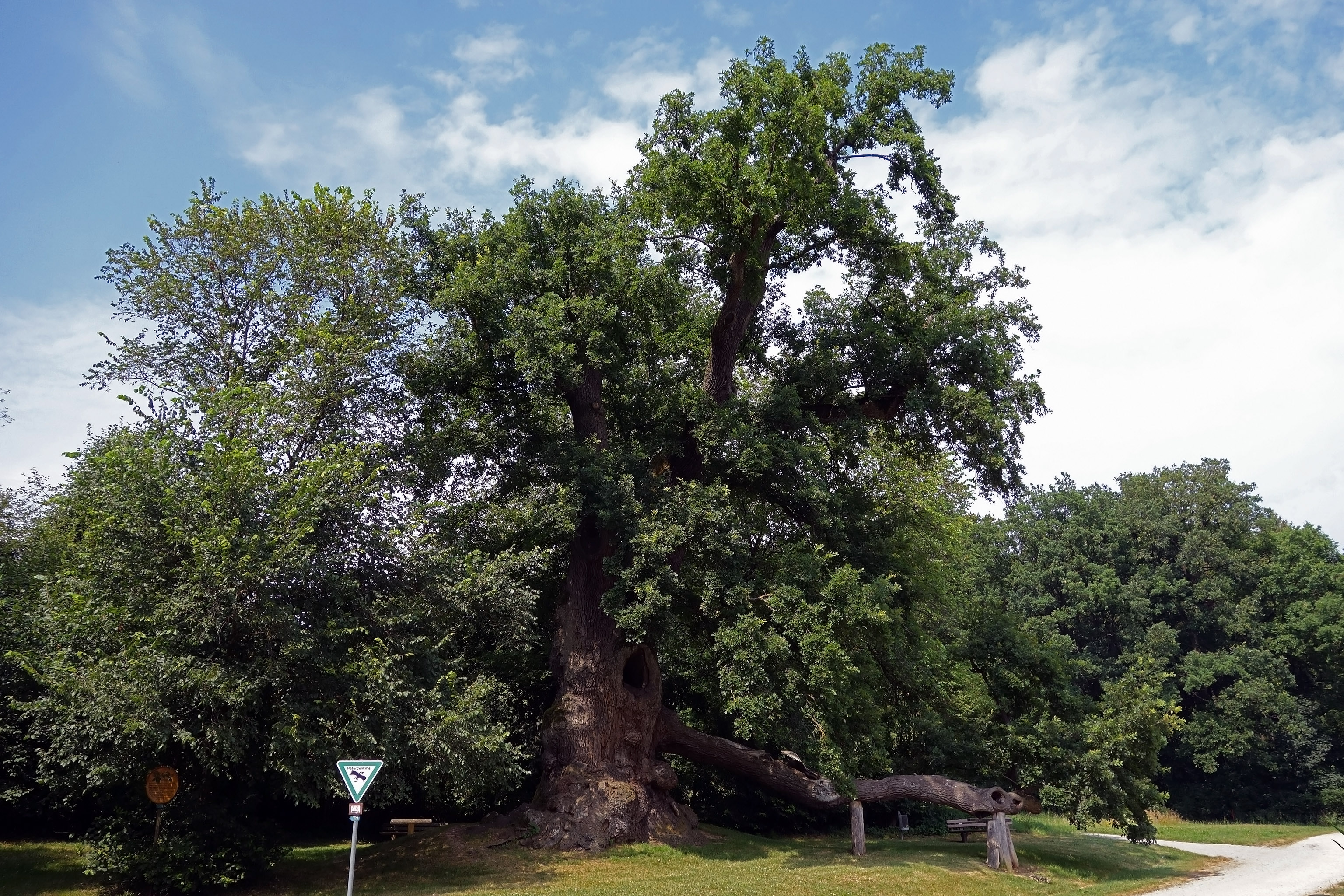
Sankt-Wolfgangs-Eiche

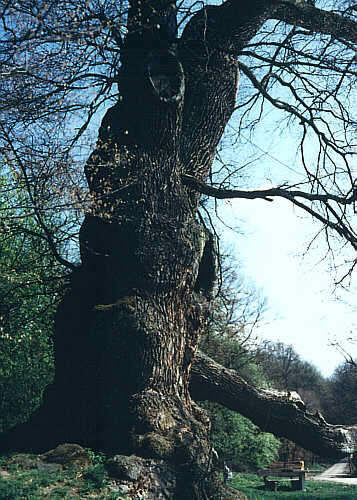
Sankt-Wolfgangs-Eiche

Die Sankt-Wolfgangs-Eiche soll der Legende nach 1250 Jahre alt sein. Sie steht am Ende einer Allee bei Schloss Haus in Thalmassing (Ortsteil Neueglofsheim), südlich von Regensburg. Der beulige Stamm der Stieleiche (Quercus robur), der im Jahre 1991 einen Umfang von 9,60 Meter in einem Meter Höhe gehabt hat, erscheint sehr urtümlich. Im Jahr 1998 maß der Umfang des Stammes an der Stelle seines geringsten Durchmessers (Taille) 8,50 Meter. 2009 hatte der Stamm in 1,4 Meter Höhe einen Umfang von 10,36 Metern. 1905 betrug der Stammumfang der Eiche noch acht Meter.
Das genaue Alter des Baumes ist unbekannt - Schätzungen reichen von 400 bis 1300 Jahren. Die Deutsche Dendrologische Gesellschaft hält etwa 800 Jahre für wahrscheinlich.
Den Namen hat die Eiche vom heiligen Wolfgang, einem der ersten Bischöfe von Regensburg, der vor über 1000 Jahren unter ihrer Krone gepredigt haben soll. Vermutlich handelte es dabei aber um einen Vorgängerbaum.
Im Juni 2025 wurde die Eiche zum 48. Nationalerbe-Baum ausgerufen.